# Panfilo Serafini
Panfilo Serafini (Sulmona, 23 agosto 1817 – Sulmona, 11 novembre 1864) è stato uno storico e patriota italiano.

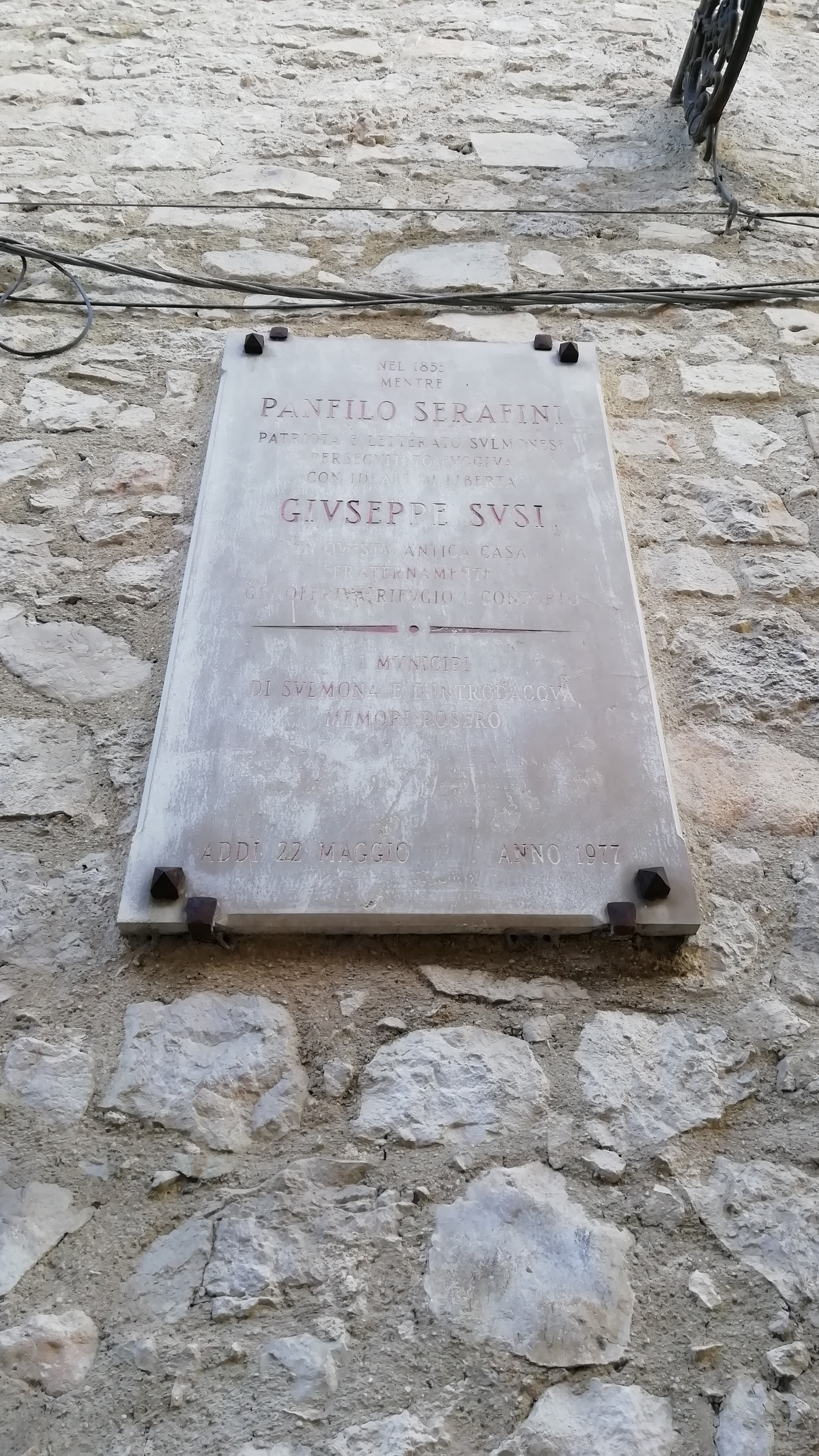
Tavola la quale attesta il rifugio di Panfilo Serafini a Introdacqua. È situata su un muro del Palazzo Trasmondi.

Originario di una famiglia contadina sulmonese, si diede agli studi di retorica e latino presso il locale seminario e successivamente si trasferì a Napoli dove compì gli studi di filosofia e di letteratura.
Fu insegnante di greco e latino presso l'Abbazia di Montecassino e in seguito nella sua città natale, divenendo poi affiliato della carboneria e partecipando alle sue attività nel periodo risorgimentale. 
Ciò gli costò l'arresto da parte della autorità borboniche e la condanna, il 21 marzo 1854, da parte della Gran Corte Speciale del II Abruzzo Ulteriore a 20 anni di reclusione, scontati nei penitenziari di Montefusco, Montesarchio, Procida (i primi due situati nel Principato Ultra, il terzo nell'omonima isola).
Nonostante la vita in prigione fosse molto dura, lui non smise di dedicarsi alla letteratura, tanto che scrisse un saggio sul Canzoniere di Dante, proprio in quel periodo. Liberato dopo 5 anni, ricevette la grazia in quanto gravemente ammalato di emottisi e gli fu concesso di restare in esilio in terra abruzzese, in quel di Chieti.
Con l'Unità d'Italia, tornò a Sulmona ma morì a 47 anni, anche a causa delle angherie patite nel periodo di dura detenzione nelle carceri borboniche. È sepolto nel Complesso della Santissima Annunziata in Sulmona.
Fu autore di svariate opere a carattere storico e tra i suoi scritti si segnala un commento al Canzoniere di Dante Alighieri, l'Album pittorico letterario abruzzese (in collaborazione con Francesco Vicoli), Degli Abruzzesi Primitivi.